# 樊春林
樊春林，山東省濟南府長清縣人，清朝政治人物。同進士出身。
光緒二年（1876年），參加丙子恩科會試，得貢士第154名。殿試登進士三甲第100名。同年五月（6月3日），著分六部學習。